# Grez (Oise)
Grez é uma comuna francesa na região administrativa de Altos da França, no departamento de Oise. Estende-se por uma área de 5,86 km². Em 2010 a comuna tinha 271 habitantes (densidade: 46,2 hab./km²).